# Paracles ockendeni
Paracles ockendeni là một loài bướm đêm thuộc phân họ Arctiinae, họ Erebidae.